# 러시아워 2
《러시아워 2》(영어: Rush Hour 2)는 2001년 개봉한 액션 코미디 영화로, 《러시아워》의 속편이다. 성룡과 크리스 터커, 브렛 래트너 감독이 전편에 이어 주연과 연출을 맡았다.

## 줄거리
LAPD 형사 제임스 카터는 친구이자 홍콩 경찰청 반장인 리와 함께 홍콩으로 휴가를 떠난다. 그러나 미국 영사관 폭탄 테러로 인해 미국 세관 요원 두 명이 사망하는 사건이 발생하면서 휴가는 중단된다. 리는 이 사건을 수사하게 되고, 자신의 아버지와 함께 근무했던 파트너이자 현재 삼합회 두목인 리키 탄이 사건에 연루되었음을 알게 된다. 리와 카터는 리키를 심문하려다 난투극에 휘말리고, 벌거벗은 채 홍콩 시내를 도망치는 신세가 된다.
미국 비밀경호국과 홍콩 경찰은 사건의 관할권을 놓고 다투는 가운데, 리의 사무실은 폭탄 테러를 당하고, 카터가 사망한 줄 알게 된다. 이후 리키의 요트 파티에서 재회한 리와 카터는 리키를 추궁하지만, 리키는 자신은 누명을 썼다고 주장한다. 하지만 리키의 부하인 후리가 리키를 총으로 쏘고 도망치면서 상황은 더욱 복잡해진다. 리키의 죽음에 책임을 지고 수사에서 배제된 리는 카터와 함께 로스앤젤레스로 돌아가, 리키와 아버지의 관계에 대한 진실을 파헤치기로 결심한다.
카터는 모든 대형 범죄 조직 뒤에는 부유한 백인 사업가가 있다는 것을 확신하고, 리키 탄의 파티에서 수상한 행동을 보였던 로스앤젤레스의 백만장자 호텔리어 스티븐 레인을 지목한다. 레인 타워를 감시하던 중, 카터가 리키의 요트에서 만났던 이사벨라 몰리나를 발견하고, 그녀가 후리로부터 무언가를 전달받는 것을 목격한다. 리와 카터는 몰리나를 추격하지만, 그녀는 위조지폐 세탁 사건을 조사 중인 비밀경호국 요원임을 밝힌다.
리 와 카터는 전과자이자 카터의 정보원인 케니를 찾아가고, 케니는 레인이 만든 위조지폐를 사용하는 수상한 손님에 대한 정보를 알려준다. 그들은 위조지폐의 출처를 추적하다가 삼합회에 붙잡혀 라스베이거스로 끌려가지만 탈출에 성공한다. 레인이 자신의 새로운 카지노를 통해 1억 달러의 위조지폐를 세탁하려 한다는 것을 알게 된 리와 카터는 카지노로 향한다.
카지노에서 몰리나는 리에게 위조지폐 제작에 사용된 동판의 위치를 알려주고, 카터는 혼란을 유도하여 리가 보안을 뚫고 들어갈 수 있도록 돕는다. 후리는 리를 붙잡아 입에 수류탄을 물리고 리키에게 데려가지만, 리는 카터의 도움으로 수류탄을 제거한다. 카터는 후리와 싸우다 그녀를 죽이고, 리는 리키를 쫓는다. 
카지노 펜트하우스에서 레인은 동판과 함께 도망치려 하지만 리키에게 살해당한다. 리와 카터는 리키와 마주하고, 리키는 리의 아버지를 죽였다는 사실을 인정한다. 격투 끝에 리키는 리의 실수로 창문 밖으로 추락사하고, 리는 아버지의 복수를 이룬다. 후리는 폭탄을 설치하고 폭발과 함께 죽지만, 리와 카터는 임시 짚라인을 타고 탈출한다.
사건 해결 후, 공항에서 몰리나는 리에게 감사를 표하며 키스한다. 리는 아버지의 유품인 경찰 배지를 카터에게 선물하지만, 카터가 카지노에서 딴 많은 돈을 발견하자 리는 카터와 함께 뉴욕으로 떠나기로 결정하며 영화는 끝이 난다.

## 배역
- 크리스 터커 - 제임스 카터 형사
- 성룡 - 형사반장 리
- 존 론 - 리키 탄
- 장쯔이 - 후 리
- 로즐린 산체스 - 이사벨라 몰리나
- 앨런 킹 - 스티븐 레인
- 해리스 율린 - 스털링 요원
- 증강 - 친 서장
- 돈 치들 - 케니
- 조엘 매키넌 밀러 - 텍스
- 제러미 피번 - 베르사체 영업원
- 솔 루비넥
- 지아니 루소

## 한국판 성우진(SBS)
- 홍시호 - 리(성룡)
- 김일 - 카터(크리스 터커)
- 이종혁 - 릭키 탄(존 론)
- 최덕희 - 후 리(장쯔이)
- 정미연 - 이사벨라(로즐린 산체스)
- 최병학 - 옷 판매원(판윙상)
- 김용식 - 스탈링(해리스 율린)
- 김정호 - 홍콩 경찰청장(증강) / 스티븐 레인(알렌 킹)
- 안종익 - 마피아(정계종)
- 정미경 - 스튜어디스(스완 페레츠)
- 박규웅 - 택시 기사(단위륜)
- 조진숙 - 마사지 업소 직원(엘리자베스 앤와이스) / 케니의 아내(오드리 쿽)
- 안장혁 - 캐니(돈 치들)
- 오수경 - 도박장 직원(베레나 메이)